# Michaił Sinica
Michaił Safronowicz Sinica (ros. Михаи́л Сафро́нович Сини́ца, ukr. Михайло Софронович Синиця, ur. 1913 we wsi Orłoweć w guberni kijowskiej, zm. 1985 w Kijowie) – radziecki i ukraiński polityk, członek KC KPZR (1961–1971), I sekretarz Komitetu Obwodowego KPU w Odessie (1961–1970).

## Życiorys
W 1935 ukończył studia na wydziale mechanicznym Kijowskiego Instytutu Politechnicznego, w latach 1936–1941 inżynier konstruktor, szef grupy i szef sektora zakładu budowy okrętów w Kijowie, 1941–1944 szef sektora konstruktorskiego w fabryce w Tatarskiej ASRR. Od 1942 w WKP(b), od 1944 szef oddziału konstruktorskiego, zastępca głównego inżyniera, sekretarz komitetu KP(b)U i później dyrektor zakładu budowy okrętów w Kijowie, od 1950 do czerwca 1960 I sekretarz Komitetu Miejskiego KP(b)U/KPU w Kijowie. Od 27 września 1952 do 17 marca 1971 członek KC KP(b)U/KPU, od czerwca 1960 do marca 1961 przewodniczący Ukraińskiej Republikańskiej Rady Związków Zawodowych, od 2 lipca 1960 do 19 maja 1961 zastępca członka Prezydium KC KPU. Od 8 lutego 1961 do 8 maja 1970 I sekretarz Komitetu Obwodowego (od stycznia 1963 do grudnia 1964: Przemysłowego Komitetu Obwodowego) KPU w Odessie, od 31 października 1961 do 30 marca 1971 członek KC KPZR, od maja 1970 do 1973 szef Głównego Zarządu Floty Rzecznej przy Radzie Ministrów Ukraińskiej SRR. Deputowany do Rady Najwyższej ZSRR od 3. do 7. kadencji. Odznaczony trzema Orderami Lenina.